# Осветници: Судњи дан
Осветници: Судњи дан (енгл. Avengers: Doomsday) је предстојећи амерички суперхеројски филм из 2026. године, заснован на тиму Осветника из Марвелових стрипова. Наставак је филма Осветници: Крај игре (2019), пето је остварење у серијалу Осветници и 39. је филм Марвеловог филмског универзума (МФУ). Режију потписују Ентони и Џо Русо, према сценарију који су написали Мајкл Волдрон и Стивен Макфили, а главне улоге у филму тумаче Роберт Дауни Млађи, Крис Хемсворт, Џереми Ренер, Пол Рад, Бенедикт Камбербач, Ентони Маки, Себастијан Стен, Том Хидлстон, Хејли Атвел, Летиша Рајт, Винстон Дјук, Вајат Расел, Дени Рамирез, Флоренс Пју, Дејвид Харбор, Хана Џон Кејман, Симу Љу, Теноч Уерта, Келси Грамер, Луис Пулман, Педро Паскал, Ванеса Кирби, Џозеф Квин, Ебон Мос-Бакрак и Патрик Стјуарт.
Два нова филма о Осветницима, Династија Канг и Тајни ратови, најављена су у јулу 2022. као закључак шесте фазе МФУ-а и Саге о мултиверзуму. Дестин Данијел Кретон је ангажован као редитељ Династије Канг, а Џонатан Мејџорс је требало да понови своју улогу негативца Канга Освајача. Џеф Лавнес се у септембру исте године придружио филму као сценариста. У новембру 2023, Кретон је напустио пројекат, Волдрон је заменио Лавнеса као сценариста, а студио је разматрао могућност да се удаљи од приче о Кангу, делимично због Мејџорсових правних проблема; он је отпуштен наредног месеца. Повратак браће Русо као редитеља и Макфилија као сценаристе, кастинг Роберта Даунија Млађег за улогу новог негативца Доктора Дума и нови поднаслов Судњи дан најављени су у јулу 2024. године. Снимање је почело у марту 2025. у Лондону.
Филм ће изаћи 18. децембра 2026. године.

## Улоге
| Глумац             | Улога                              |
| ------------------ | ---------------------------------- |
| Роберт Дауни Млађи | Виктор фон Дум / Доктор Дум        |
| Крис Хемсворт      | Тор                                |
| Џереми Ренер       | Клинт Бартон / Хокај               |
| Пол Рад            | Скот Ланг / Антмен                 |
| Бенедикт Камбербач | доктор Стивен Стрејнџ              |
| Ентони Маки        | Сем Вилсон / Капетан Америка       |
| Дени Рамирез       | Хоакин Торес / Фалкон              |
| Хејли Атвел        | Пеги Картер                        |
| Летиша Рајт        | Шури / Црни Пантер                 |
| Винстон Дјук       | М’Баку                             |
| Теноч Уерта        | Намор                              |
| Себастијан Стен    | Баки Барнс                         |
| Вајат Расел        | Џон Вокер / Амерички Агент         |
| Флоренс Пју        | Јелена Белова                      |
| Дејвид Харбор      | Алексеј Шостаков / Црвени Стражар  |
| Луис Пулман        | Боб / Сентри                       |
| Хана Џон Кејман    | Ава Стар / Дух                     |
| Симу Љу            | Сју Шенг-Чи                        |
| Том Хидлстон       | Локи                               |
| Патрик Стјуарт     | Чарлс Завијер / Професор Икс       |
| Ијан Макелен       | Ерик Леншер / Магнето              |
| Келси Грамер       | Хенк Макој / Звер                  |
| Алан Каминг        | Курт Вагнер / Најткролер           |
| Ребека Ромејн      | Рејвен Даркхолм / Мистик           |
| Џејмс Марсден      | Скот Самерс / Киклоп               |
| Ченинг Тејтум      | Реми Лебо / Гамбит                 |
| Педро Паскал       | Рид Ричардс / Господин Фантастични |
| Ванеса Кирби       | Сју Сторм / Невидљива Жена         |
| Џозеф Квин         | Џони Сторм / Људска Бакља          |
| Ебон Мос-Бакрак    | Бен Грим / Створ                   |
| Крис Еванс         |                                    |